# Nahum Parker
Nahum Parker (* 4. März 1760 in Shrewsbury, Worcester County, Province of Massachusetts Bay; † 12. November 1839 in Fitzwilliam, New Hampshire) war ein US-amerikanischer Politiker (Demokratisch-Republikanische Partei), der den Bundesstaat New Hampshire im US-Senat vertrat.
Während des Unabhängigkeitskrieges diente Nahum Parker auf amerikanischer Seite in der Kontinentalarmee. 1777 nahm er an der Schlacht von Saratoga teil. Im Jahr 1786 ließ er sich dann im Cheshire County in New Hampshire nieder. Von 1790 bis 1794 gehörte er der Stadtexekutive von Fitzwilliam (Board of selectmen) an; zwischen 1792 und 1815 stand er unter anderem als Kämmerer in städtischen Diensten.
Im Jahr 1794 wurde Parker erstmals in das Repräsentantenhaus von New Hampshire gewählt, wo er bis 1804 verblieb; eine weitere Amtszeit in dieser Parlamentskammer folgte von 1806 bis 1807. Zwischen 1804 und 1805 war er Mitglied im Beratergremium des Gouverneurs (Governor's council). Schließlich zog er am 4. März 1807 als Nachfolger des nicht mehr kandidierenden William Plumer in den US-Senat in Washington ein. Dort legte Parker sein Mandat aber am 1. Juni 1810 bereits nieder; für ihn rückte Charles Cutts nach.
Schon während seiner Zeit als Senator war Parker gleichzeitig als Richter am Court of Common Pleas für das Cheshire County und das Sullivan County tätig gewesen. Dieses Amt übte er noch bis 1813 aus. Danach war er beigeordneter Richter am Kreisgericht (bis 1816), Richter am Strafgericht des Cheshire County im Jahr 1821 sowie Richter am Court of Commons Pleas des Hillsborough County im Jahr 1822. Ferner gehörte er in späteren Jahren noch dem Senat von New Hampshire an und fungierte dort 1828 als dessen Präsident.